# Eliminatórias da Copa do Mundo FIFA de 2026 – UEFA (Grupo A)
O Grupo A das eliminatórias da UEFA para a Copa do Mundo FIFA de 2026 é formado por Eslováquia, Irlanda do Norte, Luxemburgo e o vencedor das quartas de final da Liga das Nações, Alemanha.
O vencedor do grupo se classifica automaticamente para a Copa do Mundo de 2026, enquanto o segundo colocado avança para a segunda fase.

## Classificação
| Pos | Equipe           | Pts | J | V | E | D | GP | GC | SG | Classificado               |  |        |        |        |        |
| --- | ---------------- | --- | - | - | - | - | -- | -- | -- | -------------------------- |  | ------ | ------ | ------ | ------ |
| 1   | Alemanha (X)     | 0   | 0 | 0 | 0 | 0 | 0  | 0  | 0  | Copa do Mundo FIFA de 2026 |  | —      | 17 Nov | 7 Set  | 10 Out |
| 2   | Eslováquia       | 0   | 0 | 0 | 0 | 0 | 0  | 0  | 0  | Segunda fase               |  | 4 Set  | —      | 14 Nov | 13 Out |
| 3   | Irlanda do Norte | 0   | 0 | 0 | 0 | 0 | 0  | 0  | 0  | Eliminado                  |  | 13 Out | 10 Out | —      | 17 Nov |
| 4   | Luxemburgo       | 0   | 0 | 0 | 0 | 0 | 0  | 0  | 0  | Eliminado                  |  | 14 Nov | 7 Set  | 4 Set  | —      |

## Partidas
A lista de jogos foi confirmada pela UEFA em 13 de dezembro de 2024 após o sorteio. Os horários são CET/CEST, conforme listados pela UEFA (os horários locais, se diferentes, estão entre parênteses).
| 4 de setembro de 2025 | Luxemburgo | –         | Irlanda do Norte | Estádio de Luxemburgo, Luxemburgo |
| 20:45                 |            | FIFA UEFA |                  |                                   |

| 4 de setembro de 2025 | Eslováquia | –         | Alemanha | Estádio Tehelné Pole, Bratislava |
| 20:45                 |            | FIFA UEFA |          |                                  |

| 7 de setembro de 2025 | Luxemburgo | –         | Eslováquia | Estádio de Luxemburgo, Luxemburgo |
| 20:45                 |            | FIFA UEFA |            |                                   |

| 7 de setembro de 2025 | Alemanha | –         | Irlanda do Norte | RheinEnergieStadion, Colônia |
| 20:45                 |          | FIFA UEFA |                  |                              |

| 10 de outubro de 2025 | Irlanda do Norte | –         | Eslováquia | Windsor Park, Belfast |
| 20:45 (19:45 UTC+1)   |                  | FIFA UEFA |            |                       |

| 10 de outubro de 2025 | Alemanha | –         | Luxemburgo | Rhein-Neckar-Arena, Sinsheim |
| 20:45                 |          | FIFA UEFA |            |                              |

| 13 de outubro de 2025 | Irlanda do Norte | –         | Alemanha | Windsor Park, Belfast |
| 20:45 (19:45 UTC+1)   |                  | FIFA UEFA |          |                       |

| 13 de outubro de 2025 | Eslováquia | –         | Luxemburgo | Estádio Anton Malatinsky, Trnava |
| 20:45                 |            | FIFA UEFA |            |                                  |

| 14 de novembro de 2025 | Luxemburgo | –         | Alemanha | Estádio de Luxemburgo, Luxemburgo |
| 20:45                  |            | FIFA UEFA |          |                                   |

| 14 de novembro de 2025 | Eslováquia | –         | Irlanda do Norte | Arena de futebol Košická, Košice |
| 20:45                  |            | FIFA UEFA |                  |                                  |

| 17 de novembro de 2025 | Irlanda do Norte | –         | Luxemburgo | Windsor Park, Belfast |
| 20:45 (19:45 UTC+0)    |                  | FIFA UEFA |            |                       |

| 17 de novembro de 2025 | Alemanha | –         | Eslováquia | Red Bull Arena, Leipzig |
| 20:45                  |          | FIFA UEFA |            |                         |